# Kurovice - lom
Kurovice - lom este o arie protejată (arie specială de conservare — SAC, sit de importanță comunitară — SCI) din Republica Cehă întinsă pe o suprafață de 6,65 ha, integral pe uscat.

## Localizare
Centrul sitului Kurovice - lom este situat la coordonatele 49°16′23″N 17°31′18″E / 49.273056°N 17.521667°E.

## Înființare
Situl Kurovice - lom a fost declarat sit de importanță comunitară în aprilie 2005 pentru a proteja 1 specie de animale. Situl a fost protejat și ca arie specială de conservare în decembrie 2013.

## Biodiversitate
Situată în ecoregiunea continentală, aria protejată nu include niciun habitat protejat.
La baza desemnării sitului se află o specie protejată de  amfibieni: triton cu creastă (Triturus cristatus).